# Municipio Santos Mercado
Das Municipio Santos Mercado (auch Eureka) ist ein Verwaltungsbezirk im Departamento Pando im Tiefland des südamerikanischen Anden-Staates Bolivien.

## Lage im Nahraum
Das Municipio Santos Mercado ist eines von drei Municipios der Provinz Federico Román und umfasst deren nordwestlichen Bereich. Es grenzt im Westen an das Municipio Ingavi der Provinz Abuná, im Süden an das Municipio Villa Nueva, im Osten an das Municipio Nueva Esperanza und im Norden an die Republik Brasilien.
Das Municipio erstreckt sich zwischen etwa 9° 45' und 10° 30' südlicher Breite und 65° 51' und 66° 38' westlicher Länge, seine Ausdehnung von Westen nach Osten beträgt bis zu 95 Kilometer, von Norden nach Süden bis zu 85 Kilometer.
Das Municipio umfasst achtzehn Gemeinden (localidades), die bevölkerungsreichsten Ortschaften sind Villa Victoria mit 333 Einwohnern und San Martín mit 240 Einwohnern. (Volkszählung 2012)

## Geographie
Das Municipio Santos Mercado liegt im bolivianischen Teil des Amazonasbeckens im nordöstlichen Abschnitt des Landes an der Grenze zu Brasilien. Die wichtigsten Flüsse sind der Río San José und der Río Candelaria.
Die mittlere Durchschnittstemperatur der Region liegt bei 26 °C und schwankt nur unwesentlich zwischen 25 °C im Mai und knapp 28 °C von Dezember bis Februar (siehe Klimadiagramm Riberalta). Der Jahresniederschlag beträgt etwa 1.300 mm, bei einer ausgeprägten Trockenzeit von Juni bis August mit Monatsniederschlägen unter 20 mm, und einer Feuchtezeit von Dezember bis Januar mit Monatsniederschlägen von mehr als 200 mm.

## Bevölkerung
Die Einwohnerzahl des Municipio Santos Mercado ist zwischen 1992 und 2024 auf ein Vielfaches angestiegen:
| Jahr | Einwohner | Quelle       |
| ---- | --------- | ------------ |
| 1992 | 235       | Volkszählung |
| 2001 | 509       | Volkszählung |
| 2012 | 1691      | Volkszählung |
| 2024 | 2184      | Volkszählung |

Die Bevölkerungsdichte bei der letzten Volkszählung von 2024 betrug 0,31 Einwohner/km², der Alphabetisierungsgrad bei den über 6-Jährigen hatte sich von 39,5 Prozent (1992) auf 78,1 Prozent (2001) verbessert. Die Lebenserwartung der Neugeborenen im Jahr 2001 betrug 58,1 Jahre, die Säuglingssterblichkeit hatte sich von 16,5 Prozent (1992) auf 8,8 Prozent im Jahr 2001 verringert.
86,6 Prozent der Bevölkerung sprechen Spanisch, 1,8 Prozent sprechen Quechua, 0,5 Prozent sprechen Aymara, und 12,1 Prozent sprechen eine nicht-bolivianische Sprache, dies vor allem Zuwanderer aus dem nördlichen Nachbarland Brasilien. (2001)
71,1 Prozent der Bevölkerung haben keinen Zugang zu Elektrizität, 58,9 Prozent leben ohne sanitäre Einrichtung. (2001)
43,3 Prozent der 90 Haushalte besitzen ein Radio, 4,4 Prozent einen Fernseher, 22,2 Prozent ein Fahrrad, 7,8 Prozent ein Motorrad, 1,1 Prozent ein Auto, 0 Prozent einen Kühlschrank, und 1,1 Prozent ein Telefon. (2001)

## Politik
Ergebnis der Regionalwahlen (concejales del municipio) vom 4. April 2010:
| Wahl- berechtigte |  | Wahl- beteiligung | gültige Stimmen |  | CP     | MAS-IPSP | P.A.S.O. |
| ----------------- |  | ----------------- | --------------- |  | ------ | -------- | -------- |
| 579               |  | 489               | 400             |  | 212    | 155      | 33       |
|                   |  | 84,5 %            | 81,8 %          |  | 53,0 % | 38,8 %   | 8,3 %    |

Ergebnis der Regionalwahlen (elecciones de autoridades políticas) vom 7. März 2021:
| Wahl- berechtigte |  | Wahl- beteiligung | gültige Stimmen |  | MAS-IPSP | MTS     | CID     | VIDA   | P.S.T. |
| ----------------- |  | ----------------- | --------------- |  | -------- | ------- | ------- | ------ | ------ |
| 1.413             |  | 1.144             | 976             |  | 304      | 286     | 249     | 93     | 32     |
|                   |  | 80,96 %           | 85,31 %         |  | 31,15 %  | 29,30 % | 25,51 % | 9,53 % | 3,28 % |

## Verkehrsnetz
Das Municipio hat keine Straßenverbindung mit dem Rest des Departamentos, das Straßennetz ist auf wenige kurze, schlecht unterhaltene interne regionale Straßen beschränkt. Die Verbindung zum Rest des Landes erfolgt während der Trockenzeit auf dem Landweg und ganzjährig über die Wasserwege oder auf dem Luftweg.

## Gliederung
Das Municipio Santos Mercado untergliederte sich bei der Volkszählung von 2012 nicht weiter in Kantone (cantones).

## Ortschaften im Municipio Santos Mercado
- Villa Victoria 333 Einw. – San Martín 240 Einw. – San Martín Tacana 192 Einw. – San José 177 Einw. – Conflicto 151 Einw. – Chiripa 148 Einw. – Almendros II 142 Einw. – Los Almendros 81 Einw.